# 柳偃
柳偃（5世紀—550年），字彦游，南朝梁大臣，南齐侍中，司空，尚书令、贞阳忠武公柳世隆的孙子，柳恽少子。
柳偃十二岁时被梁武帝召见，问他读什么书，他回答《尚书》。又问有何美句？他回答：“德惟善政，政在养民”。甚为当时的人物所叹异。柳偃选娶梁武帝之女长城公主，拜驸马都尉。历任庐陵内史、鄱阳内史。大宝元年柳偃卒。其女陈宣帝陈顼的皇后柳敬言，其子柳盼。